# Loque americana

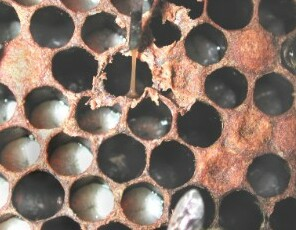
Cuadro con Loque americana

Loque americana (Histolysis infectiosa perniciosa larvae apium, Pestis americana larvae apium) es una enfermedad producida por el bacilo Paenibacillus larvae que afecta a las larvas de abeja. Es una de las enfermedades más importantes de la apicultura. La enfermedad no supone amenaza para la salud humana. En Argentina fue detectada en 1989. Son muy pocos los países en el mundo reconocidos como libres de esta enfermedad.

## Etiología
Enfermedad bacteriana producida por el bacilo Paenibacillus larvae (White, 1906) de forma ligeramente arriñonada. El tamaño es de 2,5 a 5 micras de largo por 0,4 - 0,8 micras de ancho, móvil con flagelos. Una característica fundamental de P. larvae es la formación de endosporas, las cuales son extremadamente resistentes al calor (30 minutos a 100 °C y 15 min a 120 °C), desinfectantes químicos, cloro, radiación UV (20 min), iodados y agua caliente con cualquier aditivo.
Las esporas, sumamente resistentes son de forma ovoide, brillantes y refringentes, colorean solo en su parte periférica y son capaces de sobrevivir hasta 40 años en un ambiente natural, aunque se disminuye su viabilidad en ese período.

## Patogenia
Es una enfermedad típica de la larva, no produciendo ningún daño a la abeja adulta. La larva se infecta al ingerir esporas de Paenibacillus larvae, por medio de las abejas nodrizas. 
La germinación de espora y su transformación en bacilos se produce entre las 24 y 48 horas de haber penetrado en el intestino de las larvas. 
Las bacterias no pueden atravesar la pared intestinal hasta que la larva se convierta en propupa. Cuando esto ocurre, las bacterias llegan a la hemolinfa y proliferan multiplicándose violentamente hasta matar a la cría. Esta se seca en el interior de la celda, generando una escama que puede tener hasta 2,5 billones de esporas.
Las larvas de menos de 24 horas solo necesitan 6 esporas para infectarse, mientras que las de más de tres días necesitan ingerir millones de esporas para contraer la enfermedad, pasado este período difícilmente se contagian.
Las larvas de abeja reina son más susceptibles a la enfermedad que las larvas de abeja obrera y estas que las larvas de abeja zángano.

## Epizoología
Las obreras limpiadoras que eliminan la cría muerta, tienen sus órganos bucales contaminados con esporas de P. larvae y los distribuyen por toda la colmena, siendo las nodrizas las que desempeñan un papel esencial en la transmisión de esporas a la cría, que es más receptiva en los primeros días de la vida. 
El contagio entre las distintas colmenas puede realizarse por medio de pillaje, errores de orientación (deriva), alimentos contaminados, trashumancia, manejo descuidado del apicultor, etc.

## Signología

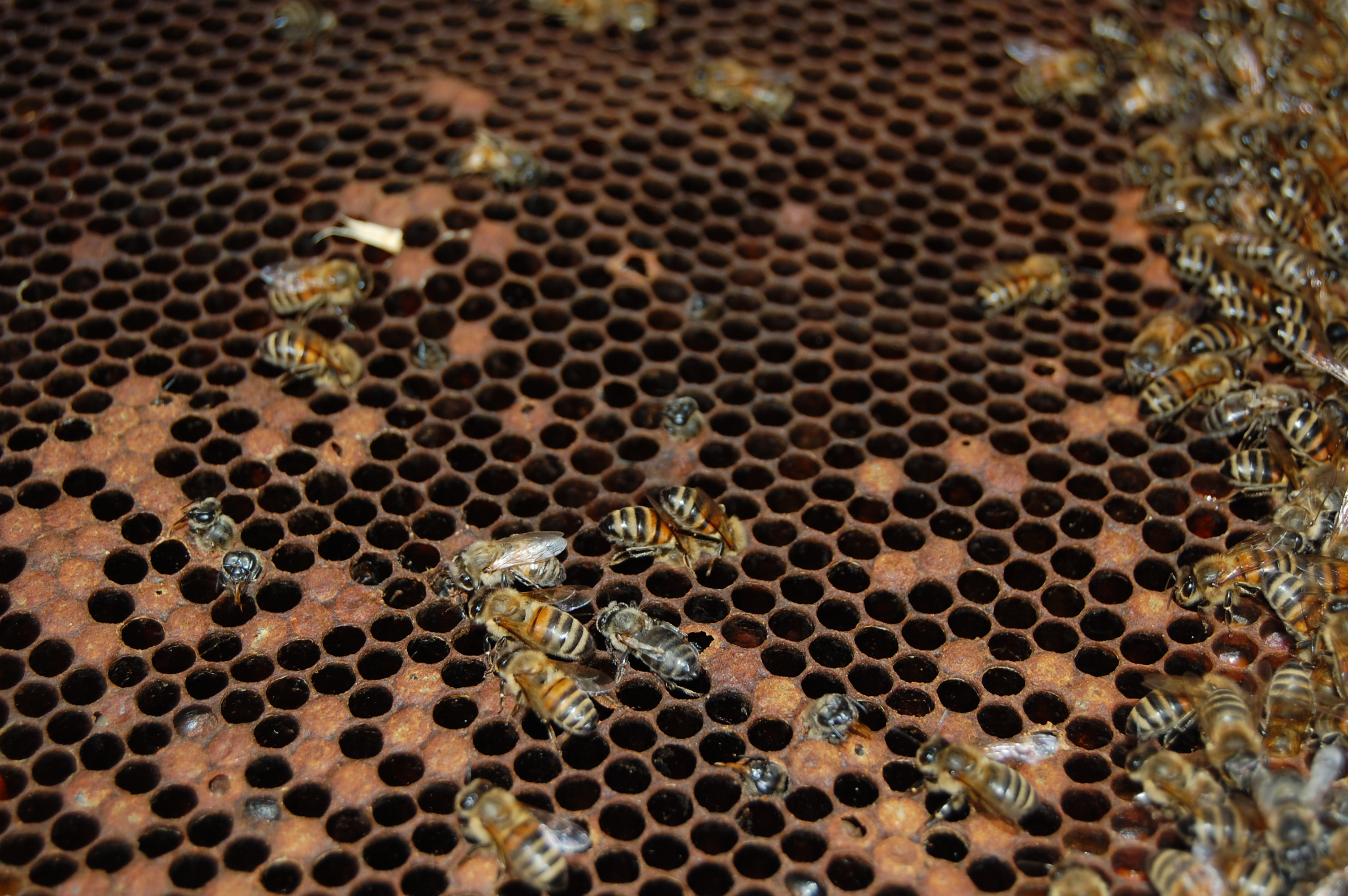
cría salteada

Cuando la enfermedad se presenta los opérculos de los panales de cría se tornan húmedos y más oscuros, para luego hundirse. Es en ese momento cuando las abejas comienzan a retirar los restos larvales. Las crías muertas adquieren un color castaño, consistencia semifluida (chicle) y despiden un olor desagradablemente agrio (putrefacción de las larvas). Este olor es característico y el apicultor avanzado lo detecta enseguida.
Si se introduce un palillo dentro del opérculo este arrastra un residuo castaño en forma de hebra viscosa, que se estira hasta 4 cm, son las larvas muertas con ese aspecto de goma de mascar.
El cuadro de cría presenta como característica principal el de cría salteada, con opérculos hundidos (dado que la larva está muerta) de color rojizo oscuro. Las abejas tienden a quitar estos opérculos para limpiar las celdas, dejando los cuadros con larvas muertas abiertos.

## Difusión
La difusión de la enfermedad es posible por deriva, pillaje y malas prácticas del apicultor.
Entre ellas citaremos:
- Alimentación con miel y polen. Si la miel o polen estuviera contaminado con esporas de Paenibacillus larvae las colmenas alimentadas pueden contraer la enfermedad, por ello no es recomendable hacer jarabes con miel o utilizar polen de procedencia desconocida.
- Intercambiar cuadros de cría de una colmena a otra. Se debe inspeccionar bien los cuadros para la formación de nuevos núcleos.
- Profilaxis del apicultor. Si hemos trabajado con colmenas infectadas de Loque americana es necesario desinfectar la palanca o pinza, los guantes, el traje o indumentaria utilizada, el vehículo donde cargamos material contaminado y todo lo que llevamos al apiario enfermo.

Presencia de esporas en miel:
- Es del 100% de las colonias infectadas.
- Es del 26,1% de las colonias sanas ubicadas en colmenares que hayan tenido algún caso positivo.
- Es del 4% de las colonias sanas de apiarios que no presentan la enfermedad, pero ubicadas en zonas infectadas. (Hornitzky & Karlovskis, 1989).

## Diagnóstico
Las esporas poseen movimiento browniano, por lo tanto, cuando se observan al microscopio óptico se mueven constantemente permitiendo así una mejor identificación.
Rápido o de campo. Se mezcla chicle de larva con una preparación de leche en polvo descremada y caliente que se coagulará en menos de un minuto si el material es positivo a Paenibacillus larvae, adquiriendo un aspecto opalescente, para después disolverse todo coágulo en 15 minutos.
- Larvas muertas de color marrón, de aspecto gomoso, que al introducir un palillo y retirarlo se estira como chicle.
- Las larvas muertas, comienzan a descomponerse, desprendiendo un olor fuerte característico.
- Al tratar de extraer la cría con un palillo la masa filamentosa producirá un chicle de cuatro centímetros al retirar el palillo de la celda.
- En los cuadros en los que las larvas están secas, queda una escama. Observando el cuadro con el cabezal hacia abajo, con sol en la espalda es fácilmente identificable, quedan adheridas longitudinalmente a la pared de las celdas. Son de color marrón muy oscuro, casi negro, muy difíciles de retirar.
- El panal de cría no tiene una postura pareja. Se ven celdillas vacías, sin postura, ni larvas, alternadas con celdas operculadas (cría salteada).
- En los panales de cría suelen encontrarse opérculos hundidos, más oscuros de lo normal, grasosos y con pequeñas perforaciones.

## Clínico
El comienzo de la infección es difícil de diagnosticar, los síntomas principales como son cría salteada, opérculos hundidos, rotos, aún no han aparecido y son comunes a otras enfermedades como Varroa. A medida que la enfermedad avanza se transforma en una masa viscosa y filamentosa.
Laboratorial: se maceran larvas, con agua destilada, para una posterior extensión y teñido por Gram o Giemsa. 
Diferencial: es preciso realizar un diagnóstico diferencial con Loque europea, cría sacciforme y cría enfriada. 

## Tratamiento
La eficacia del tratamiento con fármacos es muy variable, los resultados dependen del grado de contaminación del equipo, de la habilidad del apicultor y de la variabilidad de muchos factores naturales que influyen en el curso de la enfermedad.
Los tratamientos incompletos traen aparejado la aparición de resistencia por parte de las bacterias a los antibióticos con sus consecuentes problemas. La sobredosificación o la mala utilización de antibióticos (fuera de tiempo) hacen que pueda contaminarse la miel; los tratamientos se deben suspender indefectiblemente 2 meses antes de la mielada para evitar la presencia de dichos residuos.
Diagnosticada la enfermedad, se tratan todas las colmenas del apiario. 
Las experiencias demuestran diferentes tratamientos y prácticas apícolas, de las cuales se extrae lo siguiente:
- Oxitetraciclina es eficaz contra el Paenibacillus larvae, una colonia recibe entre 1,20 y 1,25 g en 5 litros de jarabe, concentraciones mayores son tóxicas para las abejas.
- Sulfatiazol sódico pero deja rastros en mieles, contaminándolas, por ello no debe ser utilizado. Se han encontrado un gran número de cepas bacterianas de Paenibacillus larvae resistentes al sulfatiazol en Argentina.
- Tilosina un antibiótico de uso común en avicultura, con excelentes resultados de campo en dosis de 1,5 g de principio activo por colmena, suministrado en un paquete medicamentoso constituido por 50 g de azúcar, 20 a 30 g de gelatina de cereza y la droga.
- Otros antibióticos utilizables son eritromocina, lincomicina, monensina. Sin embargo, el uso de antibióticos puede contaminar la miel, la cual puede ser rechazada en procesos de exportación, en Chile está prohibido el uso de antibióticos, ver www.sag.cl.
- En 2023, la empresa estadounidense Dalan Animal Health presentó una 'vacuna' para la loque americana[1] que fue aceptada por el Departamento de Agricultura de Estados Unidos. Se trata de un producto que se administra a las reinas a través del alimento, mientras están cautivas antes de ser insertadas en un núcleo o colmena. Aseguran que el producto genera inmunidad en la reina que, a su vez, se la transmitiría a sus hijas.

## Manejos
- Confección de paquetes de abejas

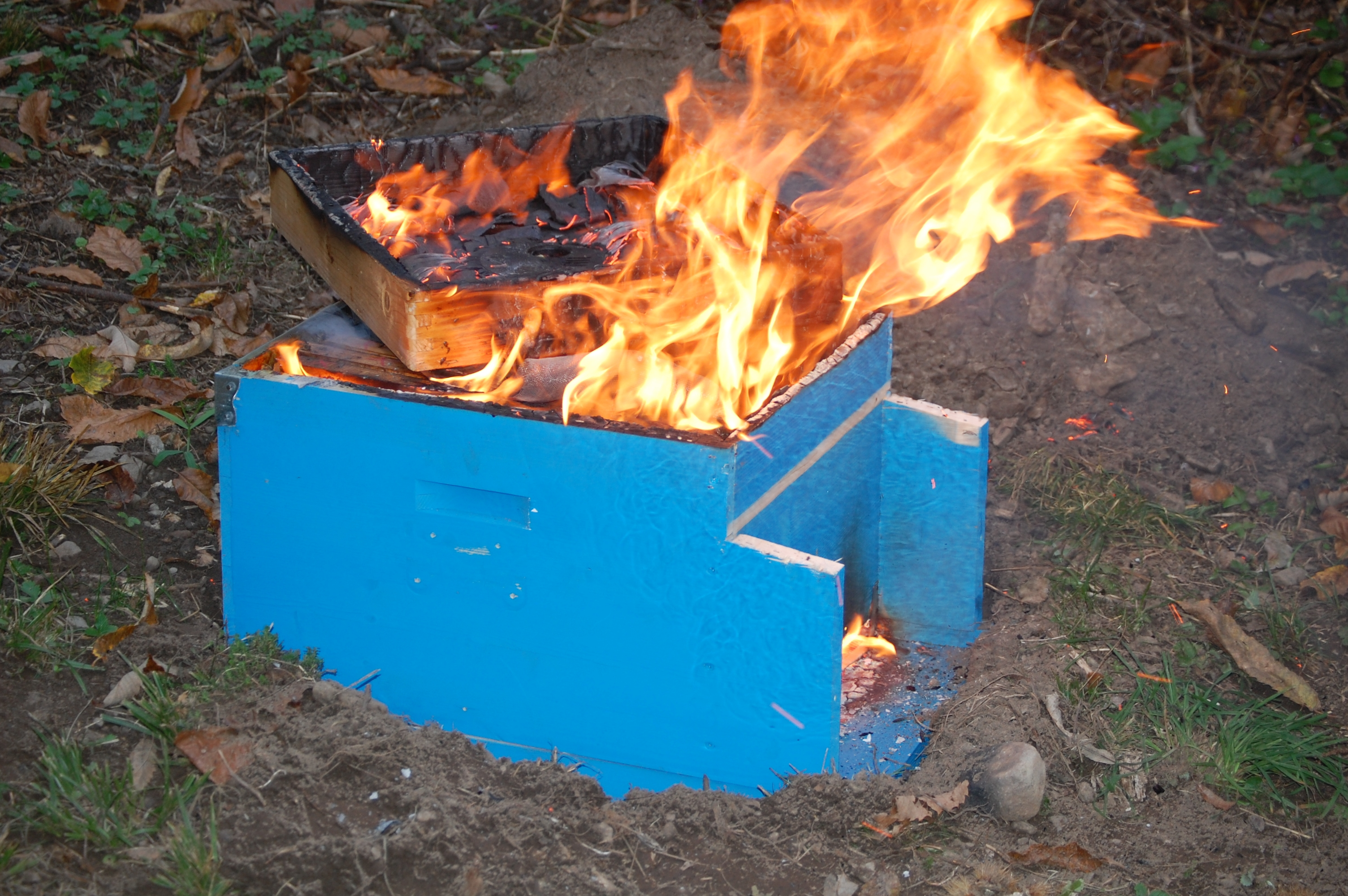
Destrucción por fuego de la colonia

- Destrucción por fuego de la colonia
- Desinfección de materiales
  - Esterilización por fuego
  - Esterilización por calor de inmersión: parafina caliente 130 a 160 °C.
  - Esterilización por calor y presión: autoclaves a 121 °C y 2 atmósferas de presión en 30 minutos.
  - Esterilización con químicos: lavado con soda cáustica al 10 % durante 10 minutos. Hipoclorito de sodio al 1 %, durante 15 minutos.
  - Esterilización por radiación con (isótopos radiactivos) como el Cobalto 60 durante un cierto tiempo.